# 魔法のいろは!
『魔法のいろは!』（まほうのいろは）は、井上和郎による日本の漫画作品。キャッチコピーは「禁断の親子ラブコメ」。話数カウントは「MAGIC○○」。

## 概要
小学館の漫画雑誌『週刊少年サンデー超』に2009年OCT.（10月）号から2011年2月号まで連載。同時に、約1号遅れで同社のウェブコミックサイト『クラブサンデー』にて配信されていた。
いわゆる魔法少女ものではあるが、肝心の魔法少女たちが未来人であり、タイムパラドックスやアンドロイドなど、従来の魔法少女ものと比較して、よりSF的なネタを取り入れている。ただし、「魔法」はそのまま「魔法」として表記されており、同様のSF要素を含む魔法少女もの作品と比較して、「魔法そのもの」に対しては何らかの法則性はあるように記されているものの、「科学の延長」のような描写は比較的なされていない。
また、コメディ色を強めてエブリデイ・マジック作品として仕上がっている。

## あらすじ
六花直樹は、戦略ネットゲーム「魔法王国」の世界的ランカー。しかし、その実は南緋立中学校に通う、ごくごく普通の中学生。勉強・容姿は中庸で、スポーツは全くダメ、女の子にモテるような気配りもできない。そんな彼の元に、ある日いきなり「直樹の未来の娘」と名乗る少女・六花いろはが現れる。
いろはが語るには、未来の直樹は科学とは異なる異法則「魔法」の全てを解き明かした男であり、その力を使って世界中の魔法使いを束ねて独立戦争を起こし、自身の手による魔法国家を樹立したという。ところが、直樹は権力を持った途端に暴走。当初は善政を布いていたものの、後に欲望と権勢を赴くままに悪用し、なんと500人もの女性と結婚。それをきっかけとして民衆の蜂起が始まり、なんといろはの時代の直樹は斬首寸前だという。
未来における直樹の斬首を回避する方法はただひとつ。直樹の暴走の原因となった中学生以降の「暗くて情けなかった青春時代」を回避して、「清く正しく明るい青春時代」を過ごさせて歴史を変えること。いろははそのために現代の直樹の下に遣わされたメッセンジャーだった。
かくて、いろはは未来の父である直樹と共に、直樹自身の未来を変えるため、魔法の力で奮闘する。
しかし、いろはが直樹の元にやってきたことで、いろは以外の直樹の子供たちや、未来の権力者である直樹を亡き者にせんとする者までもやって来るようになり、また、直樹自身も、いろは自身も、その性格から自身でトラブルを招くことに。
そんな彼らを中心に、未来をめぐる騒動は混迷を重ねながら、誰も理解できない混沌のカオスへと突き進んでいく。

## 登場人物
六花 直樹（）
南緋立中学校に通う、ネットゲームが趣味のごく普通の中学生。ハンドルネームは「ナオキング」。いろはの父となる予定の少年。自身、ゲーム以外のとりえは何もないと嘆いているが、いろはたちに対して常に「父親」として気遣い、身を呈してかばうなど、人が良く優しい少年。
決して悪人ではないが、思春期特有のリビドーが暴走して、あらぬ行為に出ることも多い。また、クラスメイトの奈々子に片思いしている。その一方で、偶然出会ったいろはにも好意を抱いてしまい、近親相姦的なイメージを抱きそうになって苦しんでしまうところもある。
未来の直樹
科学と異なる法則である「魔法」を解き明かした魔王。青春時代に何のとりえもない暗い青春時代を過ごした反動から恐怖の覇王と化し、民衆から暴君と恐れられ、革命の果てに監獄島に幽閉された男。いろはの存在した時間軸から1年後に、公開処刑される予定。自らのモットーを「男は殺し、女は犯す」と唱えて魔法と権力を悪用し、500人の女性と結婚したことから、「ハメハメハ大王」の異名を取る。ただし、男でも子供に危害を加えることは趣味ではないとする。
幽閉の身の上であるが、その強大な魔力は封じきれず、何者にも触れられぬ幻影としての制限つきではあるが、外界に出ることも、その姿で時間移動を成すことも可能。
子供たちや過去の自分が未来の自分を否定することに対して、いろはたちの前では怒りを見せたが、彼らから離れた場所では優しい微笑を浮かべて、その行動を黙認するかのような言動を取っている。
六花 いろは（）
直樹の処刑を回避するために現代にやって来た魔法使い。未来の直樹の娘。他の姉妹たちの言から、長女である旨が語られている。
直樹を心から父として敬愛しており、父を断頭台から救うために義務感も強い。その一方で、いささか潔癖な部分があり、直樹の所持するエロ本を全処分するなど、行動に容赦がない。なお、登場する姉妹たちの中で唯一、六花姓を名乗っており、対外的には直樹の従妹ということになっていて、直樹の家に居候している。
「パピルカ」の呪文でステッキを呼び出し、「パプリカ ペプルカ イロハルハ」の呪文によって魔法を始動させる。
九條レイカ（）
いろはの時間軸よりも未来にあたる時間軸からやって来た2人目の魔法使い。いろはの腹違いの妹にあたり、未来の直樹の92番目の娘。未来世界で王となる直樹と結ばれることで世界を手中に収めんと、直樹を狙う、一種の近親相姦志願者。なお、初登場にて全裸を披露しており、時間移動の直後においては、警察に公然猥褻で追われてしまう。
数ある魔法使いの中でも「ホーキ使い」と呼ばれる由緒正しい血統の一級魔法使い。いろはの世代から見れば次世代となるため、魔法の扱いはいろはよりも上。箒を媒介に「クリリン クリン クリリンリン」の始動呪文を用いて様々な魔法を発動させることができる。なお、レイカの母親であるレイナはいろはと顔なじみであり、いろは自身は「レレレのレイナさん」と呼んでいた。そのため、レイカいわくホーキ使いの一族は未来世界でかなり辛い目に遭っているらしい。
魔法少女ではあるが、未来の学校においては科学が得意であったらしい。
一ノ瀬サキ（）
未来からやって来たとされる3人目の魔法使い。いろはの腹違いの弟で、未来の直樹の13人目の子供。
実際は男子だが、未来の直樹の魔法によって女子に性転換させられている。登場当初はそのことを非常に恨みに思い、厭世的になっており、直樹を殺すことで未来を消滅させようと考えていた。しかし、直樹によって未来の直樹からその命を救われ、その恩から考えを改め、いろはと同じように直樹を守り、彼に非道な未来を歩ませないために共にいることを自ら決める。
なお、彼が未来からやって来た時には、時間移動の魔法を使えば必ず起こるはずの痕跡が確認できておらず、その身の上には僅かながら疑問が残っている。
いろはたちとは異なり、魔法の始動呪文を持たず、クナイに似たダガーに自らの魔力を込めることで魔法を発動させる。父を憎み、暗殺を目論んでいたことから、その魔法は戦闘や暗殺術に特化しており、主に追尾型の魔法を得意とする。
彼自身も魔法使いでありながら、メカにかなり強い。
奈々子（）
直樹が一目ぼれしているクラスメイト。本人も気付かぬままに直樹を巡る騒動に部外者の立場で巻き込まれている。時折、直樹のことを気にかけるような発言をするが、その真意はいまだ不明。
シゲ、カトケン
直樹のクラスメイトであり、友人。シゲの本名は茂本（）。カトケンは不明。直樹とはエロ本の貸し借りをしており、いろはの魔法に巻き込まれることもある。
遠藤 勇（）
「MAGIC 03」に登場。2年4組の生徒。小学生から野球をしている野球少年。球技大会の練習試合にてピッチャーを務めているが、いろはの魔法によりスポーツ万能になった直樹に全て打たれてしまい、その場で泣き崩れる。放課後、彼の猛特訓をみた直樹は魔法を使わずに試合を望み、アウトになるも、全力でプレイした直樹に賛辞の言葉を送るが、怒ったいろはに全打席ホームランを打たれてしまう。その後はいろはをライバル視し、野球で勝利した暁に結婚を前提の付き合いを望むが、直樹に止められる。
鰐淵 ハルオ（）
「MAGIC 10」に登場。「人食い鰐」と恐れられる南緋柳市最強最悪の不良。中学3年生にして暴走族の頭を務めている。サキに一目惚れし、一度は断られるも一度決めたらとことん突き進む性分故にサキをストーキングする。屋上で直樹に因縁をつけ、別れさせるためにサキの胸を揉ませたり、キスを強要させるも、最後はサキが男であることを明かし、恋が終わったかに見えたが、「女男」として再び現れる。
エミリィ
未来から直樹を暗殺するために送られてきた、対魔法使い暗殺用アンドロイド。魔法戦争時に敵国に作られたもので魔法が効かないボディとなっている。自身を人間同様に扱う直樹に説得され家族同様になる。

## 単行本
1. 2010年4月16日 発売 ISBN 978-4-09-122288-6
2. 2010年9月17日 発売 ISBN 978-4-09-122539-9
3. 2011年3月18日 発売  ISBN 978-4-09-122820-8